# Jordy Baijens
Jordy Baijens (Rotterdam, 3 mei 1996) is een Nederlandse handbalspeler van het Noord-Hollandse Volendam.
Op 27 december 2017 maakte Baijens zijn debuut voor het Nederlands handbalteam uit tegen Letland.

## Privé
Baijens heeft een broertje, Dani Baijens die ook actief handbal speelt bij HSV Hamburg  in de Duitse Bundesliga. Zijn vader, Danny Baijens, is in de periode 2016 tot 2018 hoofdtrainer geweest van HARO in de eredivisie.
Is tevens bondscoach van het Nederlands beachhandbalteam